# Victor Westhoff
Victor Westhoff (Situbondo (Sitoebondo, Java), 12 november 1916 – Zeist, 12 maart 2001) was een Nederlands botanicus. Hij werd vooral bekend door zijn bijdragen aan de vegetatiekunde en de natuurbescherming. Hij schreef samen met Hanneke den Held het boek De plantengemeenschappen in Nederland dat binnen de vegetatiekunde als "Westhoff & Den Held" een begrip werd. Voorts heeft hij het natuurbeheer in Nederland theoretisch onderbouwd en er richting aan gegeven. Zijn afkorting in de vegetatiekunde is Westh.

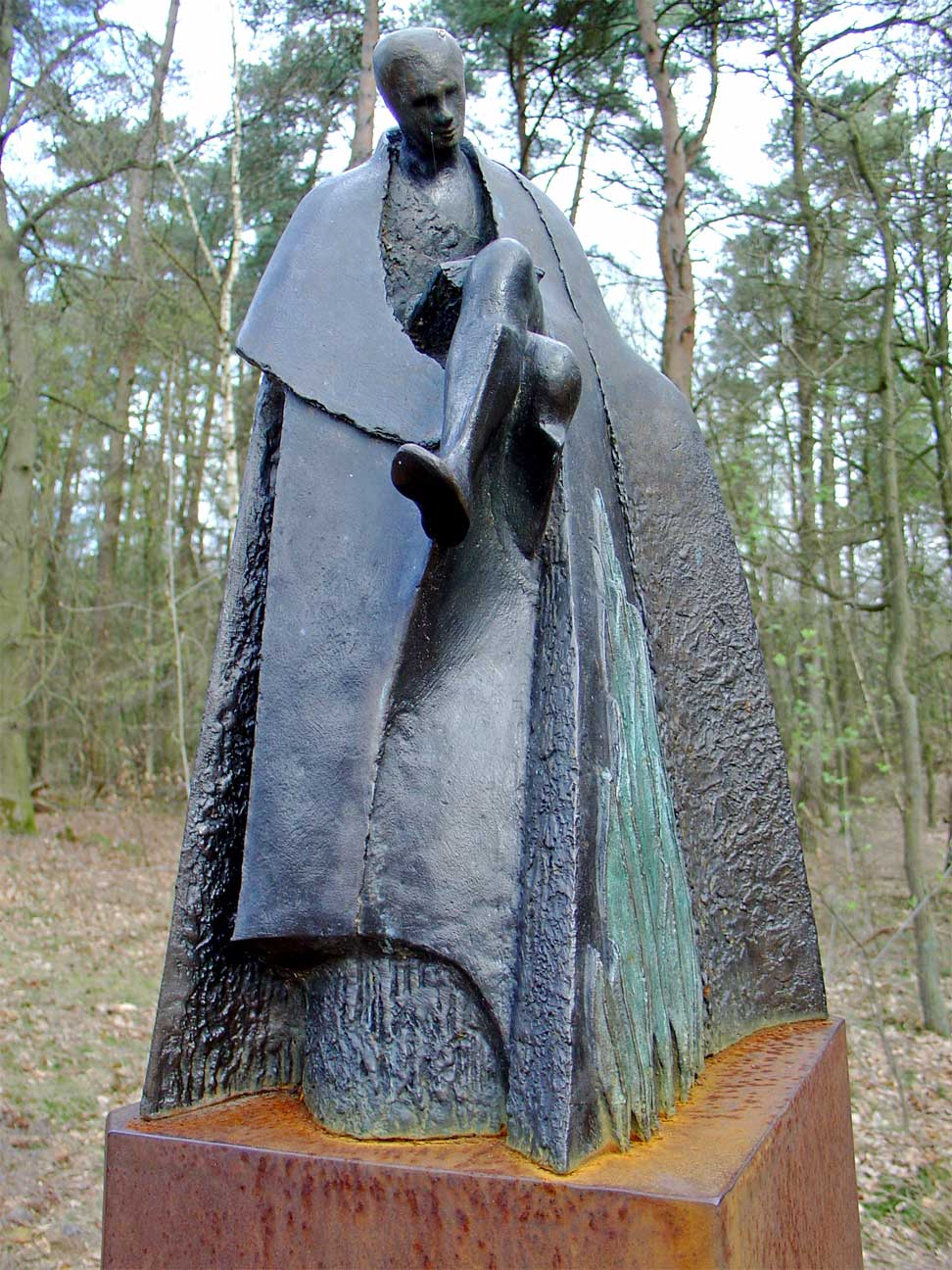
Een van de zeven identieke beeldjes ter gedachtenis aan Victor Westhof. Deze staat bij het Onland in het Springendal.

## Leven en werk

### Wetenschap
Victor Westhoff kreeg zijn opleiding als vegetatiekundige voor een deel bij de Zwitser Josias Braun-Blanquet in Montpellier, die de basis legde voor de zogenaamde Frans-Zwitserse school binnen de vegetatiekunde waartoe ook Westhoff behoorde. Andere leermeesters zijn Meijer-Drees en De Leeuw. Hij promoveerde op de plantengemeenschappen die langs de kust te vinden zijn. Samen met Meltzer schreef hij het eerste Nederlandstalige plantensociologische handboek. Na 1947 werd hij wetenschappelijk medewerker aan het Laboratorium voor plantensystematiek en -geografie van de Landbouwhogeschool Wageningen, vervolgens Hoofd van de afdeling Botanie en plaatsvervangend directeur van het Rijksinstituut voor Veldbiologie ten behoeve van het Natuurbehoud. Ten slotte was hij hoogleraar in de vegetatiekunde aan de Katholieke Universiteit Nijmegen van 1967 tot 1981. In 1969 verscheen het boek Plantengemeenschappen in Nederland, dat hij samen met Hanneke den Held (toen zijn student-assistent) schreef. Vanaf 1995 verscheen het vijfdelige werk De vegetatie van Nederland, dat Westhoff en Den Held moest vervangen. Ook daaraan leverde hij bijdragen.
In 1970 verscheen het eerste deel van het driedelig werk Wilde Planten Algemene inleiding. Duinen. Zilte gronden , deel 2 Het lage land verscheen in 1972 en deel 3 De hogere gronden in 1973, dat een uitvoerige beschrijving geeft van de flora en vegetatie van de Nederlandse landschappen. Van dit werk werden er meer dan 100.000 verkocht.

### Natuurbescherming
Op het terrein van natuurbescherming was Westhoff lange tijd een autoriteit. In 1945 schreef hij een rede voor het congres in Drachten van de Nederlandse Jeugdbond voor Natuurstudie (NJN) over het natuurbeheer in Nederland. De NJN was het namelijk oneens met de economische exploitatie van natuurgebieden door Natuurmonumenten en zorgde daarbij voor roerige ledenvergaderingen. De rede van Westhoff betekende een ommekeer in dit conflict. Westhoff legde uit dat de natuurwaarden in Nederland vooral gebonden zijn aan bepaalde oude vormen van agrarisch beheer. Hierbij ontstaan zogenaamde halfnatuurlijke gemeenschappen en daar worden de zeldzaamheden in gevonden. Natuurbeheer dient dat oude agrarische beheer na te bootsen om de halfnatuurlijke gemeenschappen in stand te houden. Zo leverde hij de basis voor de klassieke natuurbeschermingsvisie die tot ver in de jaren 70 dominant bleef. Ook bij verdere ontwikkeling van deze visie was hij erg belangrijk.
Hij vervulde tal van functies binnen de natuurbescherming in Nederland. Zo was hij behalve lid van de NJN. van 1943 tot 1947 hoofd van de afdeling Landschapsverzorging van de ANWB. Omstreeks die tijd stimuleerde hij met goed gevolg het bestuur van Landschap Overijssel om het gebied Dal van de Mosbeek aan te kopen. Ook was hij adviseur van Natuurmonumenten, het Staatsbosbeheer en de Duinwaterleiding van 's-Gravenhage.

### Levensbeschouwing en kunst
Westhoff had veel belangstelling voor religie. Hoewel kleinzoon van een dominee had hij veel belangstelling voor het boeddhisme. Bekend van hem is de stelling dat het protestantisme een betere basis is voor natuurbescherming dan het rooms-katholicisme, dat meer belangstelling heeft voor de culinaire waarde van natuur.
Westhoff schreef naast wetenschappelijk werk ook poëzie. Hij had bovendien een grote bewondering en belangstelling voor de muziek van Wolfgang Amadeus Mozart.
Westhoff overleed op 84-jarige leeftijd ten gevolge van een auto-ongeluk na een etentje met oude vrienden.

## Nagedachtenis
Op zeven plaatsen in natuurgebieden in Nederland staat een door Willem van der Velden gemaakt beeld ter gedachtenis aan Victor Westhoff met de tekst: hij observeert - hij beschrijft de natuur - in al haar verscheidenheid - telkens weer - hij volgt de natuur. - Ter gedachtenis aan Victor Westhoff (1916–2001):
- In de duinen van Meijendel
- De Verbrande Pan bij Bergen
- de Badhuiskuil op Terschelling ter hoogte van paal acht
- het natuurgebied het Onland in het Springendal (Twente, provincie Overijssel)
- het Korenburgerveen
- de Volmolen bij de Geul (Epen)
- de Hortus Nijmegen

## Publicaties

### Vakpublicaties
Westhoff heeft bijna 600 artikelen over geobotanie en taxonomie gepubliceerd.

### Overig
Verder schreef hij levensbeschouwelijke werken en poëzie. Enkele van zijn gedichten zijn gepubliceerd onder zijn pseudoniemen: Atlanticus en Peter Sandifort.
Drie dichtbundels zijn van hem verschenen:
- 1945 - Levend Barnsteen, poëzie, illegale uitgave februari 1945, gestencild, 8°, oblong, 66 pp., oplage 100 genummerde exx., Rijswijk (ZH)
- 1946 - Levend barnsteen, poëzie, (2e druk), De Bezige Bij
- 1989 - Hartgespan,  poëzie, Stichting Uitgeverij Koninklijke Nederlandse Natuurhistorische Vereniging
- 1995 - Peregrinatio, kwatrijnen, 't Widde Vool
- Meer gedichten zijn verschenen in diverse tijdschriften en op Peter Sandifort zijn ook ongepubliceerde gedichten verzameld.

### Biografie
In 2018 verscheen een biografie over Westhoff onder de titel "Natuurbescherming als hartstocht, Victor Westhoff (1916-2001)", geschreven door Frank Saris, een publieksversie van zijn tegelijk verschenen proefschrift "Victor Westhoff, Natuurbescherming als toevluchtsoord".  Eerder was er: Victor Westhoff Bibliografie 1933–2002 (1991) van M.J. Goris, H.G.J.M. van der Hagen, S.M. Hennekens, J.T.Hermans, J.H.J. Schaminée en bewerkers B.J. Veld en J.N. Westhoff-de Joncheere. In 2013 is deze aangevuld door J.N. Westhoff-de Joncheere.